# Defensyny
Defensyny, defenzyny – grupa małych, składających się z od 15 do 20 reszt aminokwasowych, bogatych w cysteinę białek kationowych występujących w komórkach żernych kręgowców (szczególnie w ziarnistościach azurofilnych neutrofili) i wykazujących aktywność przeciw bakteriom, grzybom i wirusom osłonkowym.
Wszystkie klasy cytotoksycznych białek, które można znaleźć w neutrofilach posiadają szeroki zakres aktywności antybiotycznej względem różnych bakterii, grzybów i wirusów osłonkowych poprzez tworzenie kanałów bramkowanych potencjałem, które umożliwiają wypływ z komórki.
Mogą mieć one jednak negatywne działanie: na przykład w przypadku nowotworów ilość ludzkiej β-defensyny 3 (hBD-3) wzrasta w nabłonku jamy ustnej w obecności raka jamy ustnej (równocześnie obniża się poziom hBD-2) i bierze ona czynny udział we wzroście tego guza poprzez rozwój receptora chemokinowego CCR2 a dalej stymulację makrofagów do produkcji czynników wzrostu. Tym samym hBD-3 jest biomarkerem nowotworów jamy ustnej.
Defensyny mogą stanowić do 5% całkowitej liczby białek. Owadzie odpowiedniki defensyn posiadają pewne sekwencje homologiczne z formami należącymi do kręgowców. Również w roślinach i grzybach występują niewielkie peptydy bogate w cysteinę zwane defensynami, ale ich pokrewieństwo z defensynami zwierząt jest przedmiotem dyskusji.
U zwierząt istnieją trzy rodzaje defensyn: α-, β- i θ-defensyny. α-Defensyny występują tylko u ssaków, a θ-defensyny jedynie u niektórych naczelnych. U człowieka występują tylko α- i β-defensyny. Ludzkie geny kodujące defensyny charakteryzują się wysokim stopniem polimorfizmu, co może się wiązać z podatnością na niektóre schorzenia, na przykład chorobę Crohna.